# أيون سيوبوك
أيون سيوبوك (بالمولدوفية: Ion Ciubuc) (29 مايو 1943 - 29 يناير 2018) اقتصادي وسياسي مولدوفي شغل منصب رئيس وزراء مولدوفا من يناير 1997 إلى فبراير 1999.